# Марта Арсовска-Томовска
Марта Арсовска-Томовска е политик от Република Македония.

## Биография
Родена е на 1 март 1973 г. в Скопие. През 1996 г. завършва Скопския университет и се дипломира като електроинженер.
В периода 1996 – 2011 г. работи в първия интернет доставчик в Република Македония УНЕТ, като достига до поста генерален директор. Била е и директор по продажбите и маркетинга на Ултра къмпютинг. Участва в проектирането на услугите електронна търговия и електронно банкерство в Република Македония.
През август 2011 г. става заместник-министър на информационното общество и администрация. От януари 2013 г. е член на журито на World Summit Awards, а от 2015 и член на борда на директорите. През ноември 2015 г. е назначена за министър на информационното общество и администрацията.